# Cizí dům?
Cizí dům? / Ein fremdes Haus? : Architektura českých Němců 1848–1891 / Die Architektur der Deutschböhmen 1848–1891 je katalog stejnojmenné výstavy z roku 2015. Výstava byla připravena na katedře teorie dějin a umění Vysoké školy uměleckoprůmyslové v Praze a to v rámci projektu Umění, architektura, design a národní identita. Projekt byl financován z příspěvku Ministerstva kultury České republiky jako součást Aplikovaného výzkumu a vývoje národní a kulturní identity (NAKI).
Autory textů jsou Věra Laštovičková a Jindřich Vybíral.

## Výstava
Vlastní výstava proběhla od 10. července do 5. září 2015 v galerii UM v budově Vysoké školy uměleckoprůmyslové v Praze. V termínu od 20. ledna do 16. dubna 2017 pak byla představena rozšířená podoba výstavy v Muzeu města Ústí nad Labem.

## Seznam architektů v katalogu
- Gottlob Alber (1846-1927)
- Otto Bartning (1883-1959)
- Antonín / Anton Baum (1830-1886)
- Adolf Beher (?)
- Josef Benischek (1841-1896)
- Rudolf Bitzan (1872-1938)
- Anton Brandtner (?)
- Christian Gottlieb Cantian (1794-1866)
- Wenzel Daniel (1824-1895)
- Alois Daut (1854-1917)
- Franz Xaver Daut (1849-1902)
- Otto Ehlen (1831-1898)
- Leopold Ehrmann (1887-1951)
- Ferdinand Fellner (1847-1916)
- Heinrich Ferstel (1822-1883)
- Theodor Fischer (1862-1938)
- Stephan Focke (1848-1931)
- Franz Fröhlich (1823-1889)
- Franz Griesbach (1839-1904)
- Hans Grisebach (1848-1904)
- Bernhard Grueber (1806-1882)
- Johann Gottfried Gutensohn (1792-1851)
- Adam Haberzettl (1816-1871)
- Carl Haberzettl (1848-1906)
- Josef Hampel (asi 1844-1913)
- Theophil Hansen (1813-1891)
- Karl Hasenauer (1833-1894)
- Georg Hauberisser (1841-1922)
- Gustav Hein (?)
- Hermann Helmer (1849-1919)
- Moritz Hinträger (1831-1909)
- Josef Hlávka (1831-1908)
- Pavel Janák (1881-1956)
- Jan / Johan Kaura (1820-1874)
- Friedrich Kick (1867-1945)
- Wilhelm Klingenberg (1850-1910)
- Johann Koch (1850-1915)
- Gustav Korompay (1833-1907)
- Jan Kotěra (1871-1923)
- Jan Koula (1855-1919)
- Franz Kühn (?)
- Heinrich Lauterbach (1893-1973)
- Alois Lisseck (?)
- Adolf Loos (1870-1933)
- Ferdinand Miksch (?)
- Hans Miksch (1846-1904)
- Gotthilf Ludwig Möckel (1838-1915)
- Hermann Muthesius (1861-1927)
- Franz Neumann (1844-1905)
- Julian Niedzielski (1849-1901)
- Josef Niklas (1817-1877)
- Friedrich / Bedřich Ohmann (1858-1927)
- Bruno Paul (1874-1968)
- Richard Pech (asi 1859-1931)
- Reinhold Persius (1835-1912)
- Hans Pichler (1837-1908)
- Osvald Polívka (1859-1931)
- Eduard Posselt (1829-1888)
- Vinzenz Prokl (1804-1887)
- Julius Carl Raschdorff (1823-1914)
- Carl Rehatschek (1851-1940)
- Emanuel Ringhoffer (1823-1903)
- Václav Roštlapil (1856-1930)
- Hermann Rudolph (1846-1924)
- Franz Sablik (1847-1907)
- Gustav Sachers (1831-1874)
- Ludwig Seidemann (?)
- Gottfried Semper (1803-1879)
- Friedrich Schmidt (1825-1891)
- Karl Schmidt (1817-1889)
- František Schmoranz starší (1814-1902)
- František Schmoranz mladší (1845-1892)
- Thilo Schoder (1888-1979)
- Zdenko Schubert von Soldern (1844-1922)
- Josef Schulz (1840-1917)
- Anton Schurda (1854-1930)
- Thomas Schwarz (1827-1912)
- Victor Schwerdtner (1846-1926)
- Adolf Siegmund (1831-1916)
- Karl Stattler (1834-1895)
- Martin Stelzer (1815-1894)
- Gustav Stolle (?)
- Andreas Streit (1840-1916)
- Robert Stübchen-Kirchner (1857-1918)
- Friedrich August Stüler (1800-1865)
- Franz Thyll (?)
- Stephan Tragl (1845-1891)
- Edmund Trossin (zemřel 1905)
- Ignác / Ignaz Ullmann (1822-1897)
- Alphons Wertmüller (1852-1916)
- Gustav Wiedermann (1850-1914)
- Karl Wiedermann (1816-1893)
- Antonín Wiehl (1846-1910)
- Franz Wilde (ca 1864-1931)
- Achille Wolf (1834-1891)
- Josef Zasche (1871-1957)
- Josef Zítek / Zitek (1832-1909)